# Sokaris
Sokaris is een godheid uit de Egyptische mythologie. 
Sokar was in de Egyptische mythologie de god van de vruchtbaarheid, de aarde en de dood. Zijn cultuscentrum bevond zich in Memphis. Daar was de god Ptah ook belangrijk en beide zijn met elkaar verstrengeld tot de god Ptah-Sokaris-Osiris. Sokaris was gehuwd met dezelfde vrouw als Ptah, namelijk Sechmet, de godin met de leeuwenkop.
Sokaris wordt afgebeeld als een mummie en had vaak een havikskop. 
In Memphis werd ter ere van hem jaarlijks een feest georganiseerd, het zogenaamde Sokarfeest, waarbij de feestgangers uien rond hun nek droegen.